# Eva Dimitrova
Eva Dimitrova –en búlgaro, Ева Димитрова– es una deportista búlgara que compite en ciclismo de montaña en la disciplina de descenso. Ganó una medalla de bronce en el Campeonato Europeo de Ciclismo de Montaña de 2015.

## Palmarés internacional
| Campeonato Europeo | Campeonato Europeo   | Campeonato Europeo | Campeonato Europeo |
| Año                | Lugar                | Medalla            | Competición        |
| ------------------ | -------------------- | ------------------ | ------------------ |
| 2015               | Pamporovo (Bulgaria) | Medalla de bronce  | Descenso           |